# Імельно (Свентокшиське воєводство)
Імельно (пол. Imielno) — село в Польщі, у гміні Імельно Єнджейовського повіту Свентокшиського воєводства.
Населення — 215 осіб (2011).
У 1975-1998 роках село належало до Келецького воєводства.

## Демографія
Демографічна структура на день 31 березня 2011 року:
|          | Загалом | Допрацездатний вік | Працездатний вік | Постпрацездатний вік |
| -------- | ------- | ------------------ | ---------------- | -------------------- |
| Чоловіки | 105     | 18                 | 72               | 15                   |
| Жінки    | 110     | 10                 | 63               | 37                   |
| Разом    | 215     | 28                 | 135              | 52                   |